# Lago Okutama
El lago Okutama (japonés: 奥多摩湖, Okutama-ko) es un cuerpo de agua localizado en las inmediaciones de Tokio, Japón. El lago ocupa la parte de la ciudad de Okutama en el distrito de Nishitama y parte de la aldea de Tabayama en el distrito de Kitatsuru, Yamanashi. El lago Okutama es una fuente muy importante de agua potable para Tokio.
El río Tama alimenta el lago Okutama en su extremo occidental y drena el flujo por el extremo este. Del sudoeste, el río Kosuge también fluye en el lago.
- Datos: Q1754449
- Multimedia: Lake Okutama / Q1754449